# فورمانوف
فورمانوف (بالروسية: Фурманов) هي إحدى مدن روسيا في الكيان الفدرالي الروسي إيفانوفو أوبلاست.

## توأمة
لفورمانوف اتفاقيات توأمة مع:
- دوموديدوفو

## أعلام
- فلاديميرميجولين